# Episodi di Sheriff of Cochise (seconda stagione)
La seconda stagione della serie televisiva Sheriff of Cochise è stata trasmessa in anteprima negli Stati Uniti d'America in syndication tra il 1957 e il 1958.
| nº | Titolo originale          | Titolo italiano | Prima TV USA      | Prima TV Italia |
| -- | ------------------------- | --------------- | ----------------- | --------------- |
| 1  | Robbery                   |                 | 12 luglio 1957    |                 |
| 2  | The Rustler               |                 | 19 luglio 1957    |                 |
| 3  | The Crow                  |                 | 24 luglio 1957    |                 |
| 4  | Hold Up                   |                 | 14 giugno 1957    |                 |
| 5  | The Wounded Prisoner      |                 | 2 agosto 1957     |                 |
| 6  | Deputy's Wife             |                 | 1957              |                 |
| 7  | Escape from Train         |                 | 1º novembre 1957  |                 |
| 8  | Illicit Gambling          |                 | 14 agosto 1957    |                 |
| 9  | The Big Diamond           |                 | 16 agosto 1957    |                 |
| 10 | Market Holdups            |                 | 21 agosto 1957    |                 |
| 11 | Looters                   |                 | 1957              |                 |
| 12 | Freight Train             |                 | 27 settembre 1957 |                 |
| 13 | Youthful Badman           |                 | 3 settembre 1957  |                 |
| 14 | Frightened Witness        |                 | 6 settembre 1957  |                 |
| 15 | The Rodeo Star            |                 | 9 settembre 1957  |                 |
| 16 | Tough Guy                 |                 | 1957              |                 |
| 17 | Social Service Case       |                 | 10 gennaio 1958   |                 |
| 18 | Woman Escapes             |                 | 17 gennaio 1958   |                 |
| 19 | Little Man with a Big Gun |                 | 23 settembre 1957 |                 |
| 20 | Ex-Con                    |                 | 30 settembre 1957 |                 |
| 21 | Taxi                      |                 | 20 settembre 1957 |                 |
| 22 | Range Land Feud           |                 | 7 ottobre 1957    |                 |
| 23 | Jail Break                |                 | 10 ottobre 1957   |                 |
| 24 | Little Girl Lost          |                 | 1957              |                 |
| 25 | Suspects                  |                 | 17 ottobre 1957   |                 |
| 26 | Episode 2x26              |                 | 1957              |                 |
| 27 | The Peterson Murder       |                 | 21 ottobre 1957   |                 |
| 28 | Deep Fraud                |                 | 8 novembre 1957   |                 |
| 29 | Episode 2x29              |                 | 1957              |                 |
| 30 | Con Man                   |                 | 1957              |                 |
| 31 | Episode 2x31              |                 | 1957              |                 |
| 32 | Border Sanctuary          |                 | 27 dicembre 1957  |                 |
| 33 | Episode 2x33              |                 | 1957              |                 |
| 34 | Stepfather                |                 | 15 novembre 1957  |                 |
| 35 | Dead Smuggler             |                 | 25 novembre 1957  |                 |
| 36 | Proving Grounds           |                 | 1957              |                 |
| 37 | Episode 2x37              |                 | 1957              |                 |
| 38 | Haywire Kelly's Blues     |                 | 1957              |                 |
| 39 | Federal Witness           |                 | 13 dicembre 1957  |                 |